# Walki babilońsko-egipskie
Walki babilońsko-egipskie – szereg wojen pod koniec VII wieku p.n.e. i w pierwszej połowie VI w. p.n.e. między Egiptem a Babilonią o podział imperium asyryjskiego (Syrię, Fenicję oraz Judę). Egipcjanie zgłaszali pretensje terytorialne do ziem rozciągających się do Eufratu, jak w czasach XVIII dynastii, natomiast Babilończycy rościli prawa do sukcesji po monarchii asyryjskiej.
W ciągu wieków kontakty między dwoma mocarstwami układały się pokojowo. Dopiero po upadku państwa asyryjskiego zaczęły się pierwsze walki, które wiązały się z rywalizacją o panowanie na Bliskim Wschodzie.

## Wojna Nabopolassara z Egiptem
Pierwsze starcia Babilończyków z Egipcjanami miały miejsce ok. 610 p.n.e. pod Harranem. Ostatni król asyryjski Aszuruballit II zawarł porozumienie, na mocy którego faraon dostarczył mu pomoc wojskową w zamian za ziemie do rzeki Eufrat. Necho II w czasie marszu do Syrii pokonał pod Meggido króla judzkiego i rozłożył się pod Karkemisz. Nabopolassarowi po ostatecznym zdobyciu Harranu udało się zmusić Egipcjan do wycofania się za Eufrat.

## Kampanie Nabuchodonozora II
W 605 r. p.n.e. Nabuchodonozor II jeszcze jako następca tronu pokonał pod Karkemisz armię Necho II i wspomagających go Asyryjczyków. Babilończycy zajęli ziemie aż do Egiptu. Wyprawa z 601 r. p.n.e. nie zagroziła Egiptowi i ograniczyła się do umacniania władzy babilońskiej na zdobytych terenach, bowiem miejscowi sprzymierzeńcy faraona nieustannie stanowili źródło niepokojów w tym rejonie.
W 567 r. p.n.e. król Nabuchodonozor II zorganizował wyprawę do Egiptu w czasie trwającej tam walki wewnętrznej. Faraon Ahmose II zdołał zorganizować obronę kraju, jednak dolny Egipt został spustoszony.

## Rola Królestwa Judy i miast fenickich w konflikcie
Głównym teatrem działań zbrojnych i rywalizacji politycznej było królestwo Judy oraz miasta-państwa Fenicji z najważniejszym z nich Tyrem. Wpływy polityczno-handlowe Egiptu były w tej części świata starożytnego bardzo silne i stare. Panowanie faraonów (szczególnie XVIII dynastii) do rzeki Eufrat w przeszłości wiązało się z luźną zależnością obarczoną daniną. Natomiast polityka podbojów Asyrii mocno nadwerężyła gospodarkę fenicką, a północne państwo żydowskie Izrael zostało zniszczone. Babilończycy występujący jako spadkobiercy Asyrii tę politykę podbojów kontynuowali.
Królowie judzcy starali się balansować pomiędzy dwiema potęgami, jednak ze zmiennym szczęściem. Król Jozjasz walcząc z Necho II został pokonany pod Megiddo. Egipcjanie, którzy do końca VII w. p.n.e. sprawowali kontrolę nad tą krainą wprowadzili na tron za Joachaza swojego stronnika Jojakima. Chcąc zachować władzę złożył hołd królowi babilońskiemu i w zamian za daninę pozostał na tronie.
Niektórzy współcześni prorocy żydowscy jak Jeremiasz byli nastawieni „probabilońsko” bynajmniej nie z sympatii do Babilonu, lecz z głębokiego przekonania, że taka jest wola Boga.
Jojakim pod wpływem Egiptu i wbrew ostrzeżeniom Jeremiasza zbuntował się przeciwko Babilończykiom, co zakończyło się pierwszym oblężeniem Jerozolimy. Nabuchodonozor II po śmierci Jojakima i wzięciu do niewoli jego syna Jojakina wprowadził na tron Sedecjasza. Stronnictwo egipskie po raz kolejny uzyskało przewagę co zakończyło się buntem drugim oblężeniem i zburzeniem Jerozolimy.